# Tornaújfalu
Tornaújfalu (szlovákul: Turnianska Nová Ves) község Szlovákiában, a Kassai kerület Kassa-környéki járásában.

## Fekvése
Kassától 35 km-re délnyugatra, a Bódva partján található.

## Története
A régészeti leletek tanúsága szerint területén már az újkőkorszakban is éltek emberek. A község területén, a Drozdová dűlőben kőkorszaki kőszerszám készítő műhely és hallstatt kori cserépmaradványok kerültek elő. A Kenderföld dűlő területén a La Tène-kultúra, a római kor és a korai szláv korszak különböző tárgyi emlékeit találták. Az Alsó-Hármasholdas dűlőben a bükki kultúra és a korai szláv kor maradványaira bukkantak. A 8–9. századból származó régészeti leletek tanúsága szerint szláv település volt itt, mely az egyik legrégibbnek bizonyult a mai Kelet-Szlovákia területén. A Várhegyen egykor földvár állt, melyet szintén szláv eredetűnek tartanak. Anonymus Gesta Hungaroruma szerint a honfoglalás után a Bódva vidékét Bors vezér népe szállta meg.
A mai települést 1340-ben „Wyfalu" alakban említik először a tornai váruradalom részeként, mint Tekus ispán (comes) utódainak birtokát. Közülük Lászlót tartják a Tornay család alapítójának. A falu elődje valószínűleg a tatárjárás áldozatául esett és a később alapított települést már Újfalunak nevezték.
1617-ben a tornai uradalommal együtt a Keglevich család birtoka lett. 1578-tól több török támadás érte, járványok, háborúk pusztították. A falu a 17.–18. század fordulóján majdnem kihalt. 1720-tól a lakosság pótlására főként német lakosság települt ide. 1773-ban német-magyar vegyes lakosságú település. 1815-ben a község nevét Tornaújfalura változtatták. 1828-ban 69 házban 560 lakos élt itt. 1831-ben súlyos kolerajárvány pusztított, melyet 1862-ben, 1866-ban és 1873-ban újabb járványok követtek.
Fényes Elek 1851-ben kiadott geográfiai szótárában így ír a faluról: „Ujfalu (Torna), Abauj-Torna vmegyében, magyar falu, Tornához délre 1/2 órányira, a Bódva mellett: 539 kath. lak., s paroch. templommal. Termékeny határa mindenféle gabonát és sok kendert terem; rétjei kövérek; juhtenyésztése nevezetes. F. u. gróf Keglevics. Ut. p. Rosnyó."
1903-ban és 1904-ben két tragikus végű nagy tűzvész során előbb a Felvég, majd az Alvég égett le szinte teljesen.
Borovszky monográfiasorozatának Abaúj-Torna vármegyét tárgyaló része szerint: „Torna-Ujfalu, 79 házzal, 527 magyar lakossal. Postája és távirója Torna."
A trianoni diktátumig Abaúj-Torna vármegye Tornai járásához tartozott. 1938 és 1944 között újra Magyarország része.
1964-ben Tornaújfalut összevonták Bódvavendégivel és Tornahorvátival, az egyesített község a Nová Bodva, azaz Újbódva nevet kapta. 1989-ben, a rendszerváltást követően újra önálló település lett.

## Népessége
| Év:            | 1994. | 2004.   | 2014.   | 2024.    |
| -------------- | ----- | ------- | ------- | -------- |
| Emberek száma: | 374   | 367     | 345     | 291      |
| Eltérés:       |       | -1,87 % | -5,99 % | -15,65 % |

| Év:            | 2023. | 2024.   |
| -------------- | ----- | ------- |
| Emberek száma: | 299   | 291     |
| Eltérés:       |       | -2,67 % |

1910-ben 470-en, túlnyomórészt magyar anyanyelvűek lakták.
2001-ben 362 lakosából 329 magyar és 32 szlovák volt.
2011-ben 324 lakosából 297 magyar és 25 szlovák volt.

## Nevezetességei
- A Keresztelő Szent János tiszteletére emelt, római katolikus templom eredetileg egy 1328-ból származó gótikus építmény, melyet – miután több tűzvész miatt is további javításokat végeztek rajta – 1780-ban barokk stílusban építettek át. Legutolsó átépítése a 19. század második felében történt.
- Klasszicista stílusban, 1772-ben épült a reformátusok temploma, melyhez csak a 19. század közepén toldhattak tornyot, és ez is átvészelt kisebb-nagyobb károkkal több tűzvészt. 1960-ban és 1998-ban renoválták.
- A két templom közti területen egy régi porta most tájházként szolgál. Itt őrzik a népi kultúra megmaradt emlékeit, használati tárgyakat, viseleteket, szerszámokat.